# Ölrübsen
Der Ölrübsen (Brassica rapa subsp. oleifera) ist eine Ölsaat aus der Familie der Kreuzblütengewächse, ähnlich dem nahverwandten Raps (Brassica napus). Sowohl die Samen als auch die ganze Pflanze werden meist Rübsen, Rübsamen oder Rübsaat genannt – Namen, die auch für die übergeordnete Art Brassica rapa verwendet werden. An der Bergstraße wird er auch Rübssprengel genannt.

## Merkmale und Verwendung
Wichtige Unterscheidungsmerkmale zum Raps sind die frischgrünen, nur schwach bereiften, behaarten Blätter (im Gegensatz zu den bläulich bereiften, nur spärlich behaarten des Rapses) und die kleineren, netzaderigen Samen, die außer zur Gewinnung des Rüböls auch als Bestandteil von Vogelfuttermischungen (etwa für Kanarienvögel) verwendet werden.